# 比奈麻治比売命神社
比奈麻治比売命神社（ひなまじひめみことじんじゃ）は島根県隠岐郡西ノ島町に所在する神社。式内社（小社）で、旧社格は村社。通称は済（すん）大明神。

## 概要
元来、比奈麻治比売命神社は西ノ島の東北端に位置する「済の浦」の山上に所在していた。古くは8世紀から六国史にその名が見える古社で、祭神・比奈麻治比売命の神威は火に関係すると考えられる。『延喜式神名帳』にも記載されているが、中世以降は歴史上に現れることがなくなっていた。近世になると宇賀地区の産土神として「済大明神」などの名称で再び史料に確認されるようになり、産土神としては参詣に不便な地に所在することから最終的には昭和3年（1928年）に集落に近い現社地に遷座した。

## 祭神
比奈麻治比売命（ひなまじひめのみこと）
後述の霊験から祭神の神威は火に関係があると考えられ、神名の「ヒナマチ」は「火の真霊（まち）」と解釈される。中世以降、神火の逸話は焼火神社のエピソードとして混同されるようになる。活玉依姫の別号ともされるが、これは社家の意図によるものと考えられる。ご神体は、明治2年の島前神社巡察日記に「神躰木像」、島前旧社取調帳に「黒き石（中略）是やまことの御神体ならんか」とある。
島根県内では比奈麻治比売命神社のみで祀られるが、出雲市の鹿島神社境内「火守神社」は「比奈持姫命」を祭神とする。島根県外では、福岡県福岡市の櫛田神社境内社や、長崎県西海市の焼火神社で祀られている。かつて福岡県北九州市の日峯神社では「此山に隠岐国比奈麻知比咩の神来現し玉ふ、故に社を立て祭れり」との由緒を掲げ、主祭神として祀っていた。

## 施設

### 現社地
社殿

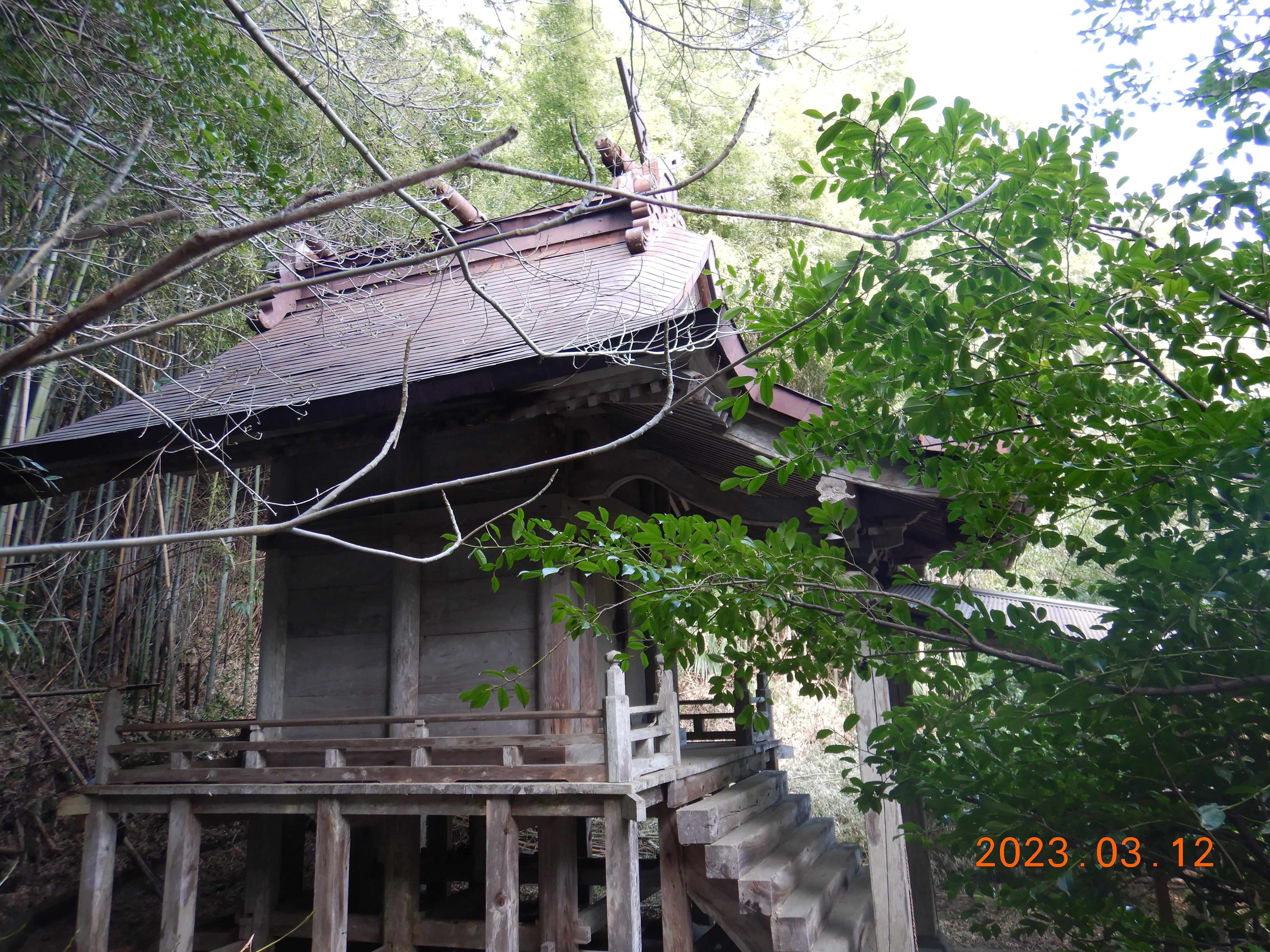
比奈麻治比売命神社の本殿

- 本殿 - 間口1間半、奥行1間半の春日造変態[15]（隅木入春日造[4]）。
- 拝殿 - 間口4間、奥行4間[15]。

境内社
御崎社・天満社・八大龍王社は明治40年（1907年）に当社に合祀された。昭和3年（1928年）の遷座の際には旧社地に残されるが、昭和45年（1970年）に現社地の境内に遷された。
- 御崎社 - 水神の木祠[6]。元はヨコヤ（神職、宇野氏）の屋敷近くにあった[18]。
- 天満社 - 天神の木祠[6]。元は「天神屋敷」という地にあった[18]。「南無妙法蓮華経」と墨書された幟が供えられる[6]。
- 八大龍王社 - 「白龍王神」と記された石碑[16]。旧社地不明[18]。

社務所
籠り舎を改造したものを使用している。

### 旧社地
西ノ島の東北端の「済の浦」山上に所在する。旧社地を示す石碑が昭和45年（1970年）に建立された。
- 本殿 - 間口1間、奥行1間半の春日造変態[15]。本殿の下には石が埋まっており、その上部が地表に現れている[6]。

## 歴史
『日本後紀』に延暦18年（799年）の記事として、海上で漂流した遣渤海使の内蔵宿禰賀茂麻呂が比奈麻治比売命の霊験による火光を頼って生還したことから、当社が官幣社に列せられるというエピソードが記載される。なお内蔵宿禰の漂着した地とされるのが「蔵谷（くらのたに）」とされ、この地区は比奈麻治比売命神社の氏子区域である。
承和5年（838年）に無位から従五位下（『続日本後紀』）、貞観13年（871年）に従五位上から正五位下（『三代実録』）、元慶2年（878年）に正五位下から正五位上（『三代実録』）に神階が上昇している。式内小社として『延喜式神名帳』にも記載される。
その後しばらく歴史上にその名を現すことはなかったが、集落から隔絶された地に所在したためか勧請神に取って代わられることなく細々と祭祀を継承していた。
近世になると、貞享5年（1688年）の『増神隠州記』に「寸大明神」、宝暦7年（1757年）の『両島神社書上帖』に「済大明神」、幕末の『隠岐古記集』に「寸社」として記述がみられるようになる。
元来当社はその霊験によって「済の浦」という海岸寄りの地に奉斎されていたのであるが、産土神として信仰されるようになると参詣に不便な土地であったので、安政2年（1855年）に一度「馬込（まこめ）」という地に遷座した。明治13年（1880年）に神託によって旧社地に戻されるが、やはり参詣に不便であったことから再び集落に近い土地に遷座することとなった。当初の候補地であった「塚谷（つかたに）」では遷座のための工事中に死亡者の出る事故が起きてしまったため、昭和3年（1928年）「ビヤ」という地に遷座して今にいたる。この遷座は里宮を建立するという名目で許可されたものだったので旧社地を完全に廃止することはできず、この時点では境内社は旧社地に残され、「ビヤ」に遷されるのは昭和45年（1970年）まで待つこととなる。

## 伝説
- 祭神・比奈麻治比売命は「済」の入江の少し南にあたる「カンツキ（神着き）」に漂着、上陸したと伝えられる[3]。
- 祭神・比奈麻治比売命は、海士町に鎮座する宇受賀命神社の祭神・宇受賀命と夫婦であるとされる[21]。さらにこの2柱の御子神が海士町奈伎良比売神社の祭神・奈伎良比売命であるという[21]。
- 白波の中から現れて「女使鹿（めじか）」の地に上がったという金色の小蛇を神使としており、この小蛇は身の汚れある者が参拝しようとするのを妨げるという[6]。

## 祭事
祭日は7月28日である。「済の浦」鎮座の頃はヨコヤ（神職）と氏子総代のみが祭りに参加し、凪のときは船で、時化のときは山道を伝って神社を参った。「ビヤ」に遷座してからは神楽を奉納するようになり、祭事が終了すると氏子総代・区長・神主が直会をおこなった。一般参詣者は神社で御神酒をいただく。
氏神講は1月28日におこなう。